# Calceolaria santolinoides
Calceolaria santolinoides är en toffelblomsväxtart som beskrevs av Kränzl.. Calceolaria santolinoides ingår i släktet toffelblommor, och familjen toffelblomsväxter. Inga underarter finns listade i Catalogue of Life.